# Jeorjos Murlas
Jeorjos Murlas, gr. Γεώργιος Μουρλάς − grecki bokser, zdobywca złotego medalu na Igrzyskach Śródziemnomorskich 1997 w Bari w kategorii półciężkiej, dwukrotny reprezentant Grecji na mistrzostwach Europy w roku 1996 i 1998 oraz uczestnik mistrzostw świata w roku 1997.

## Kariera
Jako junior dwukrotnie reprezentował Grecję na mistrzostwach Europy juniorów. Oba udziały w 1992 i 1993 roku zakończył na ćwierćfinale. W 1994 doszedł do ćwierćfinału turnieju Trofeo Italia w Mestre.
Na przełomie marca i kwietnia 1996 rywalizował na Mistrzostwach Europy 1996 w Vejle, które zapewniały również medalistom udział na Letnich Igrzyskach Olimpijskich 1996 w Atlancie. Murlas przegrał jednak już swój pojedynek w 1/16 finału.
W maju 1997 zwyciężył w turnieju Acropolis Cup 1997, wygrywając w kategorii półciężkiej.
W lipcu 1997 zdobył złoty medal na Igrzyskach Śródziemnomorskich 1997, które rozgrywane były we włoskim mieście Bari. W walce finałowej pokonał przed czasem w trzeciej runda reprezentanta Chorwacji Stipe Drviša, zostając zwycięzcą w kategorii półciężkiej. W październiku tego samego roku reprezentował Grecję na Mistrzostwach Świata 1997 w Budapeszcie. Odpadł w 1/8 finału, przegrywając na punkty (3:8) z Polakiem Tomaszem Borowskim. W maju 1998 wystartował na Mistrzostwach Europy 1998 w Mińsku. W 1/8 finału wyeliminował Czecha Filipa Bušina, a w ćwierćfinale pokonał go reprezentant Anglii Courtney Fry.